# Fritigern
Fritigern (zm. ok. 380) – naczelnik (iudex) części Wizygotów (jak Atanaryk).
W roku 376 za zgodą cesarza Walensa Goci pod jego dowództwem osiedlili się w prowincji Mezja. Dunaj zmuszeni byli przekroczyć naciskani przez Hunów. W zamian za zasilanie armii rzymskiej wizygockimi wojownikami cesarz obiecał ziemię uprawną, racje zboża i ochronę armii.
Niesprawiedliwe traktowanie przez urzędników rzymskich oraz klęska głodu doprowadziło do buntu i wybuchu wojny z Rzymem.
9 sierpnia 378 pod Adrianopolem doszło do wielkiej bitwy, w której wojska wizygockie pod dowództwem Fritigerna rozgromiły armię rzymską. W bitwie tej poległo ponad 40 000 żołnierzy rzymskich oraz cesarz Walens. Na czele zwycięskich wojsk spustoszył następnie prowincje naddunajskie oraz Grecję, docierając aż pod Konstantynopol.
Zmarł prawdopodobnie w 380 roku.